# 파리의 거리, 비오는 날
《파리의 거리, 비오는 날》(프랑스어: Rue de Paris, temps de pluie, 영어: Paris Street; Rainy Day)은 1877년 귀스타브 카유보트의 대형 유화 작품이자 대표작으로, 프랑스 파리 북부의 한 거리를 지나는 사람들을 담았다. 카유보트는 생전 수많은 인상파 화가들의 친구이자 후원가로서 본 작품 역시 인상파 작품으로 분류되지만, 인상파의 기본 표현이었던 모호하고 널찍한 붓칠보다는 뚜렷한 선에 의존하는 등 사실주의에 가까운 화풍으로 차별화된 작품이다.
이 작품은 사진에 관심을 두고 있던 카유보트의 생각이 드러난 작품이다. 작품 속 전경의 인물은 '아웃포커싱'처럼 다소 흐릿하게 처리되어 있고, 중경의 인물 (우측으로 걸어가는 사람들과 마차)은 뚜렷한 경계선을 드러낸 반면, 후경의 인물은 점차 희미하게 넘어가게 그렸다. 또 여러 인물들, 특히 맨 오른쪽에 있는 남자를 적당히 캔버스에 담지 않고 칼같이 잘라낸 것 역시 사진의 영향을 더욱 시사하고 있다.
1877년 제3회 인상파 전시회에서 처음 공개된 이 작품은 현재 미국 시카고 미술관에서 소장하고 있다. 시카고 미술관의 큐레이터 글로리아 글룸은 본 작품에 대해 "19세기 말 도시생활을 담은 위대한 그림"으로 방문객들에게 소개하고 있다.

## 상세

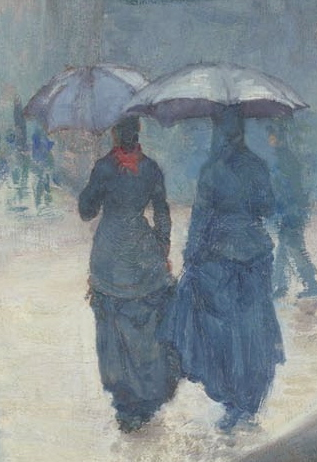
중앙부 후경의 두 여인 (확대)

작품 속 명암 톤으로 겨울의 오후가 배경임을 드러내며, 주인공 두 사람은 우산을 들고 걸어가고 있다. 동시대 파리지앵 패션의 정점에 해당되는 옷을 걸친 두 사람 중에서 여자는 모자, 베일, 다이아 귀걸이, 차분한 갈색 드레스, 모피 안감 코트를 입고 있는데, 그림이 그려질 당시에는 "현대적인, 최신 패션"이었다. 콧수염 달린 남자는 탑코트, 프록코트, 탑모자, 나비넥타이, 흰색 셔츠, 단추 달린 조끼, 깃 올린 긴 코트를 두른 모습이다. 분명 중산층으로 보이는 맨 앞의 두 사람에 비해서, 뒤쪽으로는 문간의 하녀나 사다리를 들고 있는 도장가처럼 노동자들이 조그맣게 보이는데 우산에 가려져 잘 보이지 않는다. 여기에 마차에서 이제 막 내려서 걸어가는 듯한 남자가, 중경의 신사가 든 우산에 걸쳐 두 다리만 보이는 등, 인물과 시선을 장난스럽게 배치하였다.
작품 속 분위기는 유쾌하지 않다. 대다수 인물들이 홀로 서 있고 그 인상도 우울한 모습이다. 거리를 차분히 거닌다기보단 서둘러 발걸음을 재촉하고 있고, 각자 자기 생각에만 골몰한 모습이다. 우산은 인물들을 지켜주는 도구로, 로즈마리의 분석을 빌리자면 "비만 피하는 게 아니라 지나치는 다른 행인들도 피하게 해주는 것처럼 보인다". 주인공 커플의 자세에 있어서도 두 사람의 고개와 시선이 오른편에 다가오는 남자로부터 멀리 떨어져 있는 것이 특징이다. 헤이건은 두 사람이 오른편 남자와 가까이 있다는 점을 고려하면, 애써 고개를 돌리고 지나치려는 대상은 그 오른편 남자겠지만, 두 사람이 시선을 거두는 대상 자체는 본 그림의 시점, 즉 그림을 감상하는 우리에게도 해당된다고 지적했다.
카유보트는 작품 속 배경의 중앙점을 부풀게 하여 카메라 렌즈의 효과를 재현하였다. 또 카메라의 포커스 효과도 작품 속 특정 피사체를 선명하게 그려내는 식으로 재현하였다. 그림의 전반적인 선명도도 똑같은 의도가 보이는데, 전경은 초점이 맞춰져 있지만 약간 흐릿하고, 중경은 날카롭고 선명한 테두리에 또렷한 피사체들로 이뤄져 있는 반면, 후경은 먼 곳으로 갈수록 희미해져 시선을 뒤쪽으로 옮길수록 잘 보이지 않게 된다. 카유보트는 중경을 보다 선명하게 담는, 카메라의 아웃포커싱 효과를 모방하였다.
작품 속 인물들은 자연스럽게 그림 속으로 걸어들어간 것처럼 연출되어, 마치 카유보트가 사람들의 하루 일상을 한순간에 찍어낸 것처럼 보이지만, 실제로는 작품 공간 속 인물 배치를 몇 달에 걸쳐 조심스럽게 진행한 것으로 전해진다. 한편으로 그림 자체로 다소 직선적인 구도를 이루는데, 큰 직선이 흘러들어오는 배경 속 건물의 중앙 부분에 관람자의 시선을 집중시킨다. 중앙의 녹색 가로등이 만들어내는 기둥의 강한 수직선은 그림을 이분하고 있고, 땅의 수평선이 다시 4등분을 만들어내고 있다. 이는 중앙의 가로등이 젖은 보도블럭을 통해 아래로 수직선의 잔상을 만들어내어 그림을 확실히 반으로 가르고 있고, 그림의 수평 절반을 보도블럭으로 채운 덕분이다.

## 배경

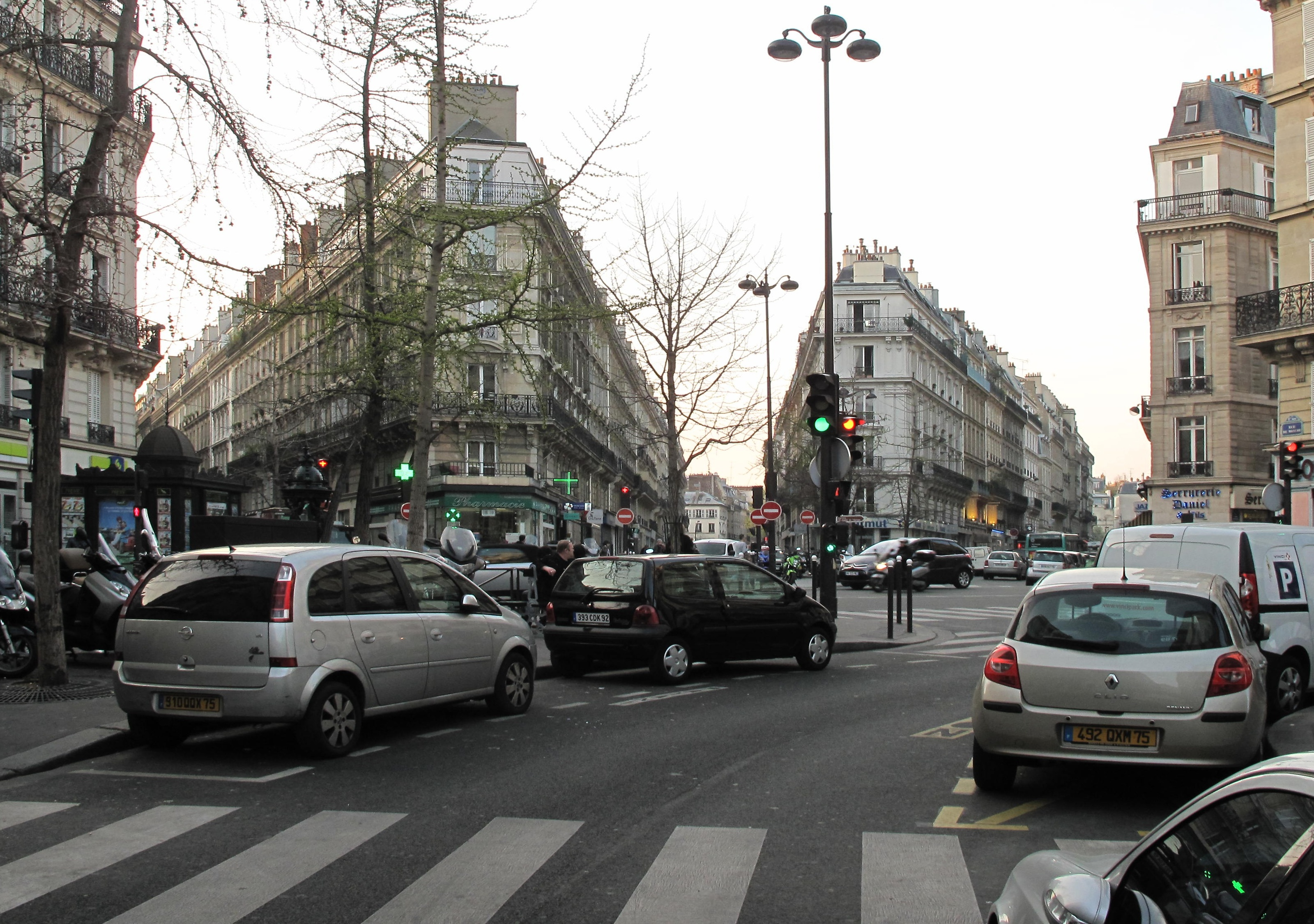
작품 속 배경이 된 뒤블랭 광장 (2011년의 모습)

《파리의 거리, 비오는 날》의 배경은 실존하는 장소로, 프랑스 파리 북부 튀랭가 동쪽 지점을 무대로 하고 있으며, 북쪽으로 뒤블랭 광장 일대를 바라본 시점이다. 작품 속 시점을 넓게 잡고 있으며 광장으로 이어지는 여러 거리를 큼직하게 담고 있다. 이 일대에는 하우스만 남작의 건설 공사로 세워진 신고전주의 건축 양식의 건물들이 즐비해 있다. 지금 와서는 회반죽으로 칠한 건물 외관이 일관되어 보일 수도 있지만, 카유보트가 젊었을 적에는 파리시 외곽 너머 언덕 지역으로서 부르주아 계급의 주택가로 이제 막 개발되기 시작한, 근대적이고 깔끔한 동네였다.
작품 속 시점에서도 드러나듯, 뒤블랭 광장의 북쪽에는 3개 도로가 만나는데 각각 모스쿠가 (왼쪽), 클라페롱가 (중앙), 튀랭가 (오른쪽)에 해당된다. 중앙의 후경으로 이어지는 거리가 모스쿠가와 클라페롱가이고, 튀랭가는 우산과 인물로 가려져 잘 보이지 않는다. 광장을 수평으로 가로지르는 또 하나의 도로로 생페테르부르가가 있는데, 작품 속에서는 좌측과 우측편 건물의 정면 방향으로 살짝 가늠할 수 있다. 카유보트는 각 도로와 건물의 시점을 통해 2점 투시를 묘사해냈다.
작품 속 모스쿠가와 클라페롱가 사이의 건물, 즉 중앙부 건물 1층에는 PHARMACIE(약국)이라는 흐릿한 글씨가 써져 있는데, 이 역시 실존하는 장소로 오늘날에도 영업 중이다.

## 평가

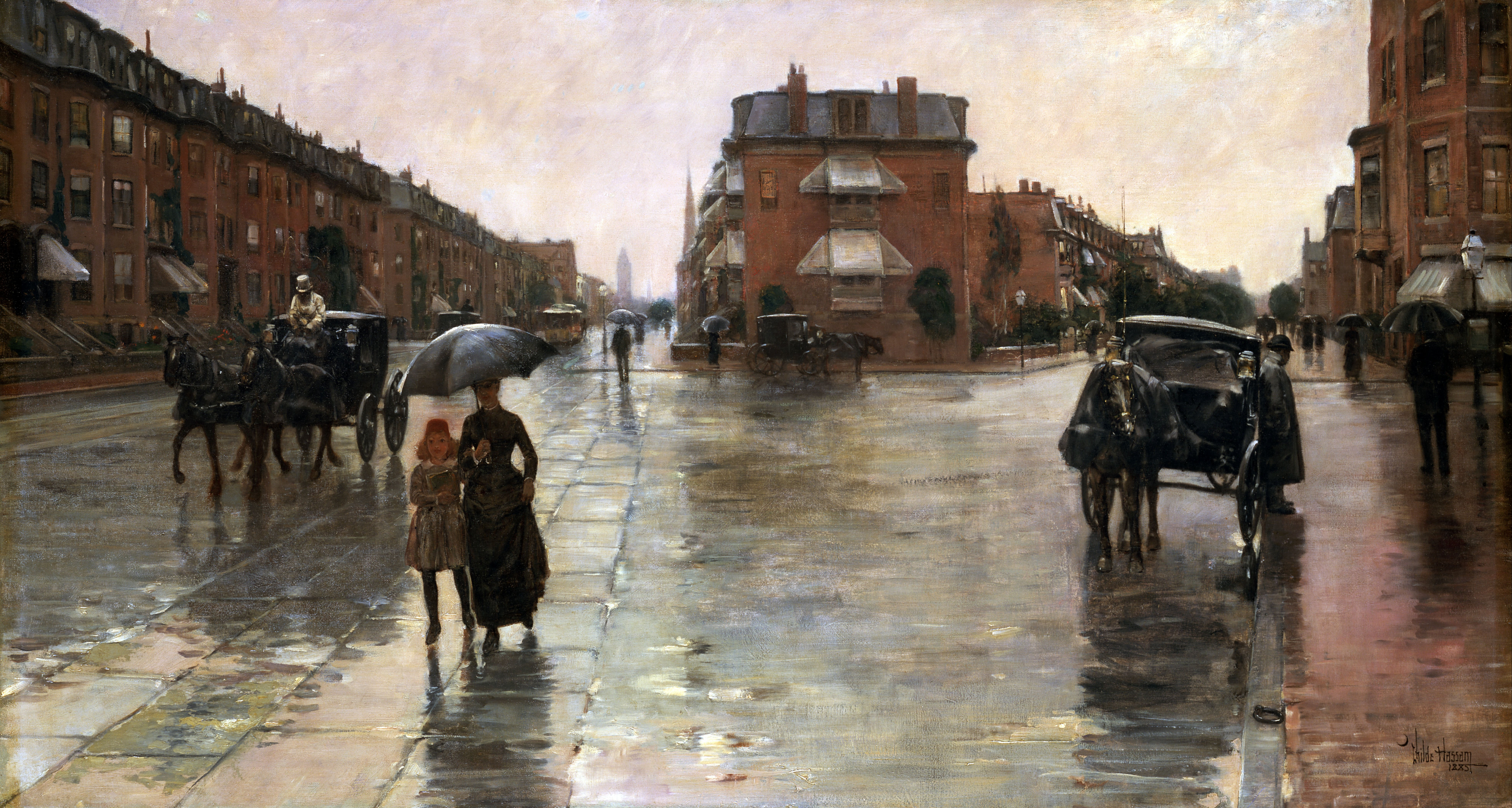
차일드 하삼의 《비오는 날, 보스턴》 (1885)는 카유보트의 본 작품과 "묘할 정도로 닮았다"는 평가를 받고 있다.

카유보트의 작품평을 자주 남겼던 에밀 졸라는 1877년 인상파 전시회에서 본 작품을 감상한 뒤, 《르 세마포르 드 마르세유》 (Le Sémaphore de Marseille)에 〈파리 노트: 전시회: 인상파 화가들〉 (Notes parisiennes: Une exposition: les peintres impressionnistes)이란 제목의 기사를 통해 작품에 대한 찬사를 남겼다.
카유보트의 작품 대다수가 그랬듯 이 작품도 20세기 중반까지 유족들이 소장하고 있었다. 1955년 미국의 월터 P. 크라이슬러 주니어가 처음 구입하였으며, 이후 1964년 시카고 미술관에 다시 판매해 지금까지 미술관 소유로 남아있다.
1980년 BBC 프로그램 《100대 명작 회화》 (100 Great Paintings)의 그림 중 하나로 소개되었으며, 1986년 영화 《페리스의 해방》에서도 주소재로 등장하였다.

## 갤러리

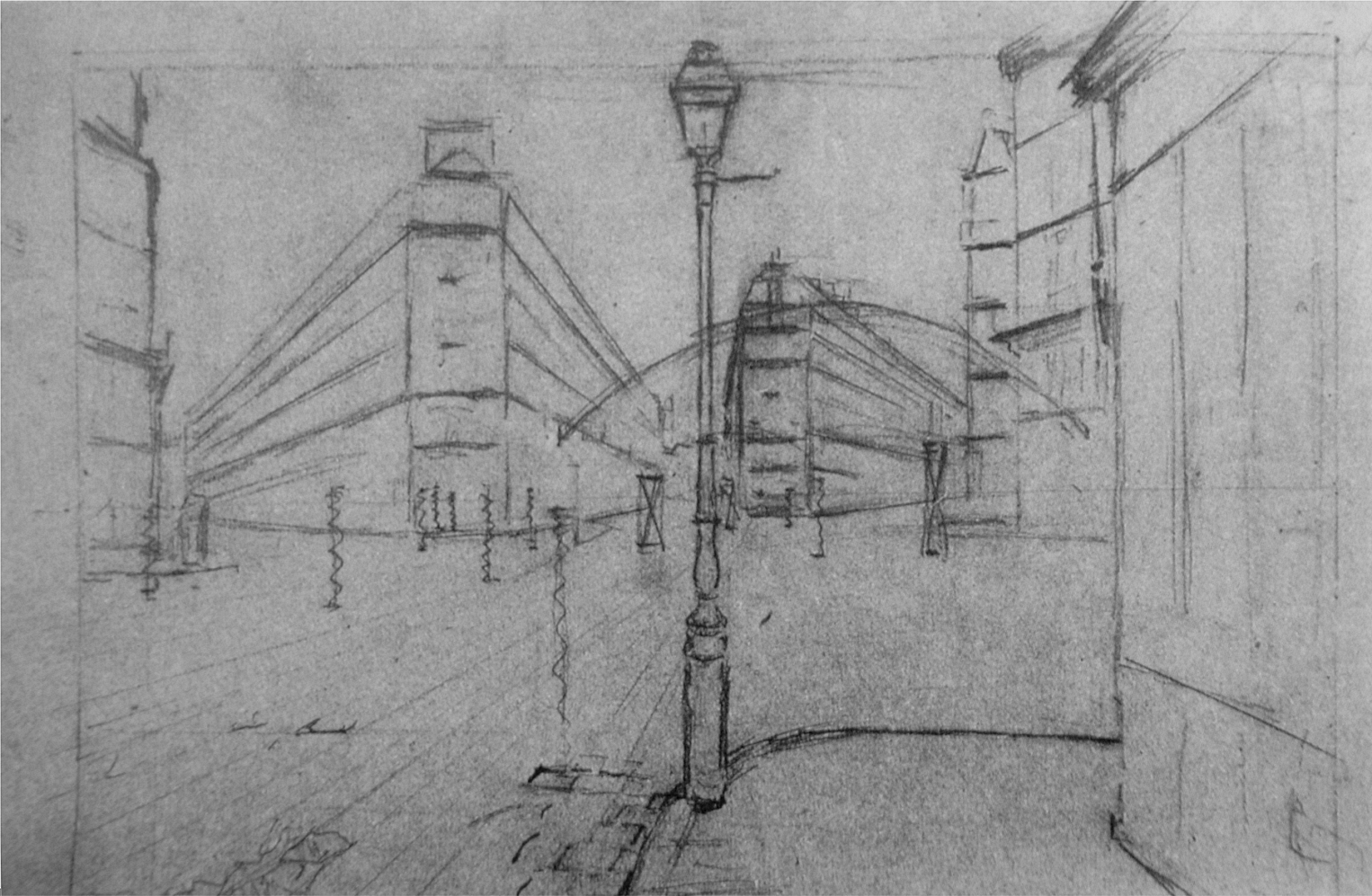
스케치, 1877년
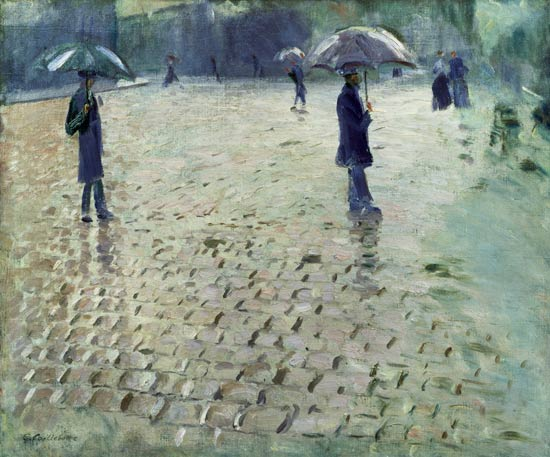
채색 습작, 1877년
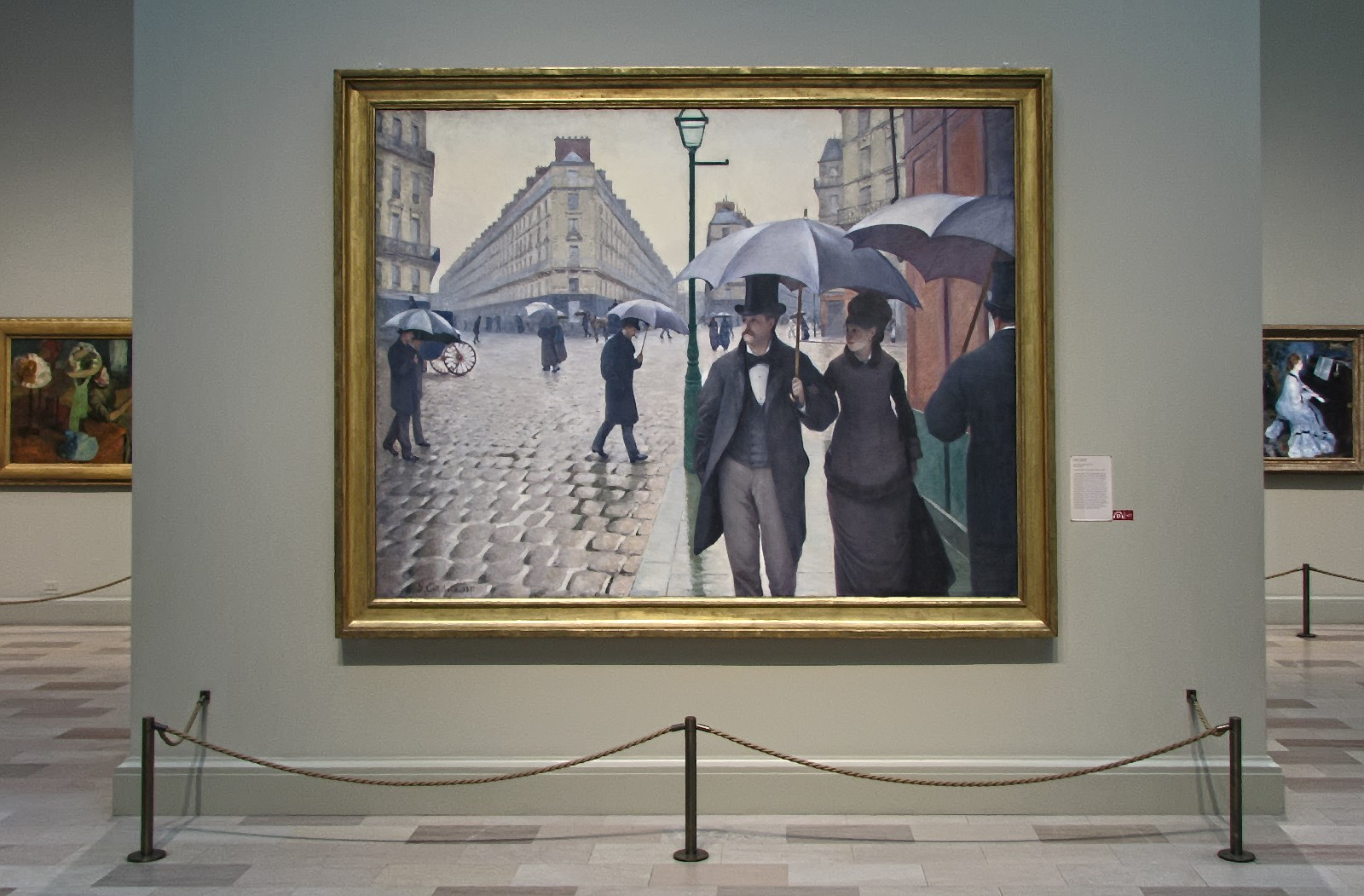
시카고 미술관의 전시 모습